# CD drama
Um CD drama ou drama CD é uma coleção de ficheiros/arquivos de áudio apresentados em um ou mais CDs que contém historias lídas por a(c)tores de voz que formam parte de um libreto. É igual aos radio drama, a interpretação se realiza com o simples uso do som sem nenhum elemento visual que acompanhe a história. Os CD dramas usualmente estão basedos em uma série já existente, em sua maioria novelas ou programas de televisão.
Os CD dramas se dão dado a conhecer com eficácia entre os fãs de anime e mangá japonês dado que muitas séries de mangá que são convertidas em anime logo são também produzidas em CDs utilizando os seiyūs que realizaram as vozes originais do anime. No entanto, isto não é sempre o caso e existem vários exemplos de CD dramas onde se utiliza um elenco completamente diferente ao do anime, como em Ouran High School Host Club e D.N.Angel. Além disso, os CD drama também podem estar basedos em visual novels incluindo atores de voz que haviam participado na produção do videojogo (videogame).